# Carl Lawson
Carl Lawson (Alpharetta, 29 giugno 1995) è un giocatore di football americano statunitense che milita nel ruolo di defensive end per i Dallas Cowboys della National Football League (NFL).

## Carriera

### Cincinnati Bengals
Lawson al college giocò a football con gli Auburn Tigers dal 2013 al 2016, perdendo tutta la stagione 2014 per la rottura del tendine d'Achille. Nel 2016 fu premiato come All-American. Fu scelto dai Cincinnati Bengals nel corso del quarto giro (166º assoluto) del Draft NFL 2017. Debuttò come professionista subentrando nella gara del primo turno contro i Baltimore Ravens senza fare registrare alcuna statistica. La sua prima stagione si concluse guidando tutti i rookie della NFL con 8,5 sack venendo inserito nella formazione ideale dei debuttanti dalla Pro Football Writers of America.

### New York Jets
Il 15 marzo 2021 Lawson firmò con i New York Jets un contratto triennale del valore di 45 milioni di dollari.

### Dallas Cowboys
Il 19 agosto 2024 Lawson firmò con i Dallas Cowboys. Il 27 agosto fu svincolato dopo di che il giorno successivo rifirmò con la squadra di allenamento.

## Palmarès
- PFWA All-Rookie Team - 2017